# Županovice (district de Jindřichův Hradec)
Pour les articles homonymes, voir Županovice.
Županovice (en allemand : Zoppanz) est une commune du district de Jindřichův Hradec, dans la région de Bohême-du-Sud, en République tchèque. Sa population s'élevait à 60 habitants en 2020.

## Géographie
Županovice se trouve à 9 km au sud-ouest de Jemnice (district de Třebíč), à 43 km au sud-est de Jindřichův Hradec, à 75 km à l'est de České Budějovice et à 147 km au sud-est de Prague.
La commune est limitée par Dešná au nord, à l'est et au sud, par l'Autriche au sud-ouest et par Písečné à l'ouest.

## Histoire
La première mention écrite du village date de 1320.

## Source
- (cs) Cet article est partiellement ou en totalité issu de l’article de Wikipédia en tchèque intitulé « Županovice (okres Jindřichův Hradec) » (voir la liste des auteurs).